# 慶應
慶應（日语：／ Keiō），是日本的一個年號，在元治之後、明治之前，在公元1865年到1868年使用。這個時代的天皇是孝明天皇、明治天皇，江戶幕府的將軍是德川家茂、德川慶喜。

## 改元
- 元治二年四月七日（1865年5月1日），由於禁門之變與社会不安等災異而改元。
- 慶應四年九月八日（1868年10月23日），改元為明治[1]。明治年號亦適用於同年1月1日。

## 出典
- 出自中國《昭明文選》的「慶雲應輝」。

## 慶應年間要事
- 2年
  - 日本第一座以西式建造的城堡五稜郭完成。
  - 第二次长州征讨終結，幕府大敗。
  - 12月15日：德川慶喜繼任征夷大將軍[2]。

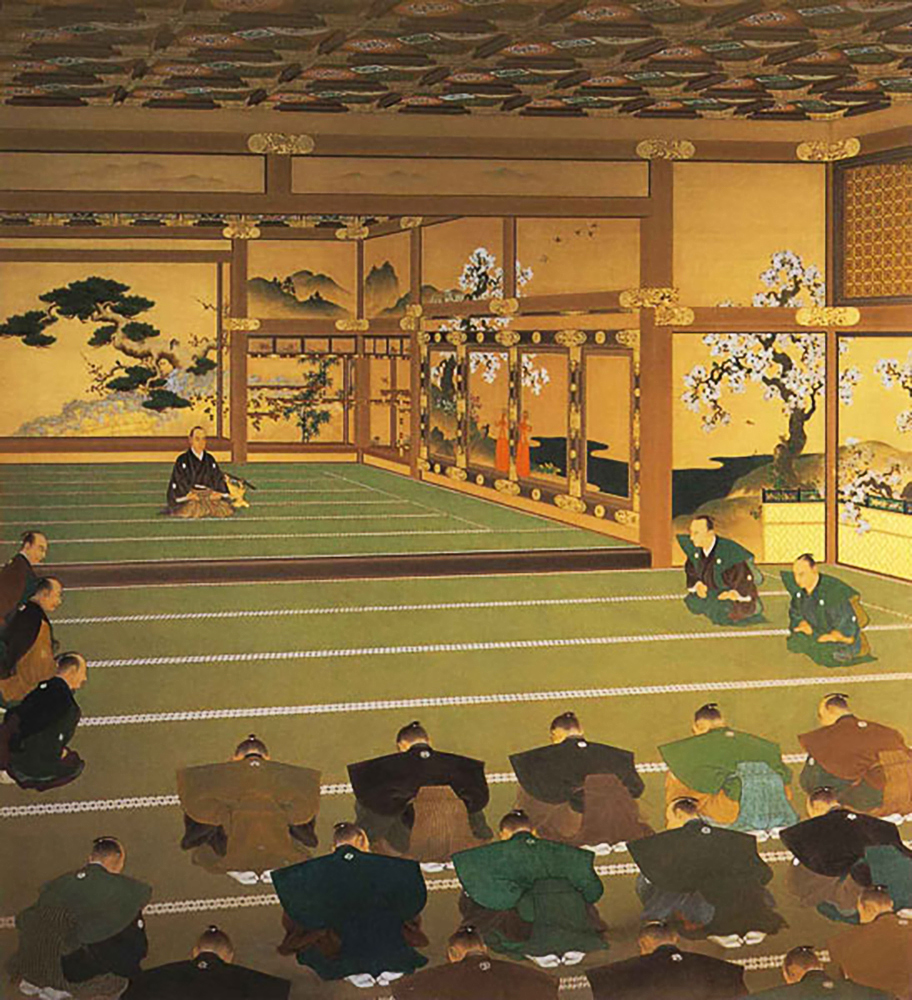
大政奉還示意圖

  - 12月25日：孝明天皇猝然駕崩，死因成疑。
  - 明治天皇繼位。
- 3年
  - 由江戶延伸至東海、近畿、四國、九州，發生不亦善哉 (日本事件)，是一種民間自發性運動，被視為倒幕現象[3]。
  - 10月14日、大政奉還上表，幕府正式將政權歸還給天皇。
  - 12月9日（1868年1月3日）、王政復古大號令，德川慶喜將軍的職位亦被取消。
- 4年
  - 1月3日（1月27日）：戊辰戰爭開始，幕府軍與新政府軍在鳥羽交戰，是為鳥羽伏見之戰。
  - 4月19日（5月11日）：宇都宮城之戰，新政府軍攻下宇都宮城，宇都宮城嚴重損毀。
  - 5月2日（6月21日）：北越戰爭開始，新政府軍進攻長岡藩。
  - 7月17日（9月3日）：江戶改名為東京[4]。
  - 8月23日（10月8日）：會津戰爭，新政府軍攻入會津城。

### 出生
- 元年

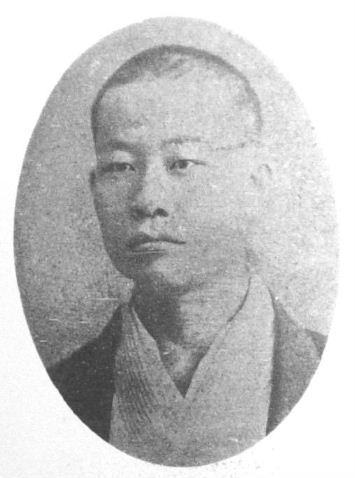
幸田露伴

  - 6月29日（8月20日）：泉重千代，日本男性人瑞[5]。
  - 大橋翠石（不明），畫家。
- 2年
  - 若槻禮次郎，大藏省官員，政治家。
- 3年
  - 7月23日（8月20日）：幸田露伴，小說家。
  - 9月17日（10月14日）：正岡子規，俳人歌人。
  - 9月28日（10月25日）：平沼騏一郎，內閣總理大臣。
  - 12月24日（1868年1月18日）：鈴木貫太郎，內閣總理大臣。
- 4年
  - 1月21日（2月14日）：岡田啟介，內閣總理大臣。
  - 3月20日（4月12日）：秋山真之，海軍軍人。

### 逝世
- 元年
  - 閏5月11日（6月3日）；岡田以藏，土佐藩士。
- 2年
  - 7月20日（8月29日）：德川家茂、江戶幕府第14代將軍。[2]
  - 12月25日（1867年1月30日）：孝明天皇，第121代天皇。[2]
- 3年
  - 11月15日（12月10日）：坂本龍馬，海援隊隊長
  - 11月17日（12月12日）：中岡慎太郎，陸援隊隊長
  - 11月18日（12月13日）：伊東甲子太郎，新選組参謀；藤堂平助，新選組八番隊隊長
- 4年
  - 4月25日（5月17日）：近藤勇，新選組局長
  - 5月30日（7月19日）：沖田總司，新選組一番隊隊長

## 紀年和曆對照表
表格中各月的干支即為各月的第1日，「大」表示該月有30日，「小」表示該月有29日，「閏月」表格中的中文數字表示該年為閏某月（比如「五甲子」裡有中文數字「五」，即表示該行所在年份有閏五月），各月初一底下的數字表示對應的西曆日期。
| 西元   | 干支 | 紀年     | 正月   | 二月   | 三月   | 四月   | 五月    | 六月   | 七月   | 八月   | 九月   | 十月   | 十一月 | 十二月    | 閏月     |
| ------ | ---- | -------- | ------ | ------ | ------ | ------ | ------- | ------ | ------ | ------ | ------ | ------ | ------ | --------- | -------- |
| 1865年 | 乙丑 | 慶應元年 |        |        |        | 乙丑大 | 乙未小  | 甲午小 | 癸亥大 | 癸巳大 | 癸亥小 | 壬辰大 | 壬戌大 | 壬辰小    | 五甲子大 |
| 1865年 | 乙丑 | 慶應元年 |        |        |        | 4/25   | 5/25    | 7/23   | 8/21   | 9/20   | 10/20  | 11/18  | 12/18  | 1866/1/17 | 6/23     |
| 1866年 | 丙寅 | 慶應二年 | 辛酉大 | 辛卯小 | 庚申大 | 庚寅小 | 己未小  | 戊子小 | 丁巳大 | 丁亥大 | 丁巳小 | 丙戌大 | 丙辰大 | 丙戌大    |          |
| 1866年 | 丙寅 | 慶應二年 | 2/15   | 3/17   | 4/15   | 5/15   | 6/13    | 7/12   | 8/10   | 9/9    | 10/9   | 11/7   | 12/7   | 1867/1/6  |          |
| 1867年 | 丁卯 | 慶應三年 | 丙辰小 | 乙酉大 | 乙卯小 | 甲申大 | 甲寅 小 | 癸未小 | 壬子大 | 辛巳大 | 辛亥小 | 庚辰大 | 庚戌大 | 庚辰大    |          |
| 1867年 | 丁卯 | 慶應三年 | 2/5    | 3/6    | 4/5    | 5/4    | 6/3     | 7/2    | 7/31   | 8/29   | 9/28   | 10/27  | 11/26  | 12/26     |          |
| 1868年 | 戊辰 | 慶應四年 | 庚戌小 | 己卯大 | 己酉大 | 己卯小 | 丁丑大  | 丁未小 | 丙子小 | 乙巳大 | 乙亥小 |        |        |           | 四戊申小 |
| 1868年 | 戊辰 | 慶應四年 | 1/25   | 2/23   | 3/24   | 4/23   | 6/20    | 7/20   | 8/18   | 9/16   | 10/16  |        |        |           | 5/22     |

## 相關項目
- 學校法人慶應義塾以及慶應義塾大學常被簡稱為「慶應」。